# Videogiochi più venduti per Nintendo Entertainment System
Questa pagina ospita una lista dei videogiochi più venduti per Nintendo Entertainment System. Tiene conto sia dei giochi usciti nel solo Giappone (e quindi disponibili solo per Famicom), sia dei giochi usciti in tutto il mondo. Tiene conto anche dei giochi usciti per Famicom Disk System.
| Titolo                          | Pubblicazione | Copie vendute                       |
| ------------------------------- | ------------- | ----------------------------------- |
| Super Mario Bros.               | 1985          | 40,24 milioni                       |
| Duck Hunt                       | 1984          | 28 milioni                          |
| Super Mario Bros. 3             | 1988          | 18 milioni                          |
| Super Mario Bros. 2             | 1988          | 10 milioni                          |
| Tetris                          | 1989          | 8 milioni; 1,81 milioni in Giappone |
| The Legend of Zelda             | 1986          | 6,51 milioni                        |
| Zelda II: The Adventure of Link | 1988          | 4,38 milioni                        |
| Teenage Mutant Ninja Turtles    | 1989          | 4 milioni                           |
| Dragon Quest III                | 1988          | 3,8 milioni in Giappone             |
| Dragon Quest IV                 | 1990          | 3,1 milioni in Giappone             |
| Metroid                         | 1986          | 2,73 milioni                        |
| Golf                            | 1984          | 2,46 milioni in Giappone            |
| Dragon Quest II                 | 1987          | 2,4 milioni in Giappone             |
| Baseball                        | 1983          | 2,35 milioni in Giappone            |
| R.C. Pro-Am                     | 1988          | 2,3 milioni                         |
| Mahjong                         | 1983          | 2,13 milioni in Giappone            |
| Family Stadium                  | 1986          | 2,05 milioni in Giappone            |
| Punch-Out!!                     | 1987          | 2 milioni                           |
| Kirby's Adventure               | 1993          | 1,75 milioni                        |
| Duck Tales                      | 1989          | 1,67 milioni                        |
| Ghosts 'n Goblins               | 1986          | 1,64 milioni                        |
| Mario Bros.                     | 1983          | 1,63 milioni in Giappone            |
| Excitebike                      | 1984          | 1,57 milioni in Giappone            |
| Dr. Mario                       | 1990          | 1,53 milioni in Giappone            |
| Soccer                          | 1985          | 1,53 milioni in Giappone            |
| F-1 Race                        | 1984          | 1,52 milioni in Giappone            |
| Mega Man 2                      | 1988          | 1,51 milioni                        |
| Dragon Quest                    | 1986          | 1,5 milioni in Giappone             |
| Lode Runner                     | 1983          | 1,5 milioni in Giappone             |
| Ninja Hattori Kun               | 1986          | 1,5 milioni in Giappone             |
| 4 Players Mahjong               | 1984          | 1,45 milioni in Giappone            |
| Kung-Fu Master                  | 1985          | 1,42 milioni in Giappone            |
| Final Fantasy III               | 1990          | 1,4 milioni in Giappone             |
| Family Stadium '87              | 1987          | 1,3 milioni in Giappone             |
| Xevious                         | 1983          | 1,26 milioni in Giappone            |
| Dragon Ball                     | 1986          | 1,25 milioni in Giappone            |
| Ninja Kid                       | 1986          | 1,25 milioni in Giappone            |
| Tennis                          | 1984          | 1,21 milioni in Giappone            |
| Chip 'n Dale Rescue Rangers     | 1990          | 1,2 milioni                         |
| Ganbare Goemon! Karakuri Dochu  | 1986          | 1,2 milioni in Giappone             |
| TwinBee                         | 1986          | 1,2 milioni in Giappone             |
| Doraemon                        | 1986          | 1,15 milioni in Giappone            |
| Commando                        | 1985          | 1,14 milioni                        |
| Kid Icarus                      | 1986          | 1,09 milioni in Giappone            |
| Mega Man 3                      | 1990          | 1,08 milioni                        |
| Family Stadium '88              | 1988          | 1,08 milioni in Giappone            |
| Famicom Jump: Eiyuu Retsuden    | 1989          | 1,06 milioni in Giappone            |
| Adventure Island                | 1986          | 1,05 milioni in Giappone            |
| Kinniku Man: Muscle Tag Match   | 1985          | 1,05 milioni in Giappone            |
| Gradius                         | 1986          | 1 milioni in Giappone               |
| Metal Gear                      | 1987          | 1 milioni in US                     |
| Tiger Heli                      | 1987          | 1 milioni in US                     |
| 1942                            | 1984          | 1 milioni                           |
| Bomberman                       | 1985          | 1 milioni                           |